# Gilda Aita
Gilda Aita (* 2. Mai 1943 in Graz) ist eine österreichische Bildhauerin, Malerin und Grafikerin.

## Leben und Wirken
Nach dem Studium der Bildhauerei bei Wander Bertoni und Zeichnen bei Adolf Frohner an der Hochschule für angewandte Kunst Wien von 1964 bis 1970 studierte sie von 1981 bis 1983 Druckgrafik bei Alfred Billy an der Kunsthochschule Linz. 1996 bis 2009 war sie Mitglied des Wiener Künstlerhauses. Seit 1983 gehört sie dem Oberösterreichischen Kunstverein an. Während der zwölf Jahre, die sie in Gräfelfing lebte, war sie 1980 Gründungsmitglied des Kunstkreises Gräfelfing.
Seit 1983 präsentiert sie ihre Bilder und Plastiken in verschiedenen Materialien sowie Radierungen und Bilder im Rahmen von Einzelausstellungen und Beteiligungen im In- und Ausland. Ihre Werke zeichnen sich durch treffsichere karikaturistische Aussage und deren künstlerische Umsetzung aus und verfügen über einen frechen Bildwitz.

## Einzelausstellungen (Auswahl)
Einzelausstellungen fanden u. a. an folgenden Orten statt:
- Stadtmuseum Linz, 1983
- Galerie des OÖ. Kunstvereins im Linzer Ursulinenhof, 1983
- Galerie Alte Schmiede in Wien, 1985/1986
- Museum der Stadt Steyr, 1987